# What's Up?
"What's Up?" är en låt av det amerikanska rockbandet 4 Non Blondes, skriven av sångaren Linda Perry. Låten släpptes på gruppens debutalbum Bigger, Better, Faster, More! 1992 samt på singel 1993. Singeln uppnådde stora framgångar i Brasilien och flera europeiska länder, med förstaplacering i Polen, Österrike, Schweiz, Sverige, Tyskland, Irland, Norge och Nederländerna.

## Bakgrund
Trots titeln nämns inte frasen "what's up?" i sångtexten. Däremot förekommer "what's goin' on?" i refrängen. Titeln valdes för att undvika förväxling med Marvin Gaye-låten "What's Going On" från 1971.
Musikvideon regisserades av Morgan Lawley.

## Låtlista
7"-singel / CD-singel
1. "What's Up?" – 4:16
2. "What's Up?" (piano version) – 4:09

Maxi-CD
1. "What's Up?" (edit) – 4:16
2. "What's Up?" (remix) – 4:51
3. "Train" – 3:47
4. "What's Up?" (piano version) – 4:09

Kassett
1. "What's Up?" (album version)
2. "Train" (album version)
3. "What's Up?" (album version)
4. "Train" (album version)

## Mottagande, listplaceringar och Internetvideo
På VH1:s lista "100 Greatest One-Hit Wonders" rankades "What's Up?" som nummer 94. Den rankades också som nummer 19 på webbplatsen Spinners lista "Top 20 Worst Songs Ever".
I september 2010 rankade Matthew Wilkening på AOL Radio låten som nummer 20 på listan "100 Worst Songs Ever"."
Sången blev framgångsrik på spellistorna. Den nådde fjortonde plats på amerikanska Billboard Hot 100 och sålde guld, medan den pekade högre på många andra håll i världen, och toppade i Tyskland och Irland, samt nådde andraplatsen i Storbritannien och Australien. Den remixades av DJ Miko 1994, och nådde då som högst sjätteplatsen i Storbritannien.

## Medverkande
- Skriven av L. Perry
- Mastrad av Stephen Marcussen
- Inspelad, mixad och producerad av David Tickle

## Listplaceringar
| Lista (1993)                                     | Topplacering |
| ------------------------------------------------ | ------------ |
| Australiska ARIA-singellistan                    | 2            |
| Österrikiska singellistan                        | 1            |
| Nederlandse Top 40                               | 1            |
| Eurochart Hot 100                                | 1            |
| Franska SNEP-singellistan                        | 3            |
| Tyska singellistan                               | 1            |
| Irländska singellistan                           | 1            |
| Italienska singellistan                          | 2            |
| Nyeeländska RIANZ-singellistan                   | 2            |
| Norska singellistan                              | 1            |
| Svenska singellistan                             | 1            |
| Schweiziska singellistan                         | 1            |
| Brittiska singellistan                           | 2            |
| Amerikanska Billboard Hot 100                    | 14           |
| Amerikanska Billboard Hot Mainstream Rock Tracks | 16           |
| Amerikanska Billboard Top 40 Mainstream          | 15           |

| Lista (1993)                  | Topplacering |
| ----------------------------- | ------------ |
| Australiska singellistan      | 7            |
| Österrikiska singellistan     | 1            |
| Nederlandse Top 40            | 1            |
| Schweiziska singellistan      | 5            |
| Amerikanska Billboard Hot 100 | 50           |

| Land          | Certifiering | Datum            | Antal sålda exemplar för certifiering |
| ------------- | ------------ | ---------------- | ------------------------------------- |
| Österrike     | Platina      | 8 september 1993 | 30 000                                |
| Tyskland      | 2 x platina  | 1993             | 1 000 000                             |
| Nederländerna | Platina      | 1993             | 60 000                                |
| Sverige       | Guld         | 4 oktober 1993   | 10 000                                |

### Fotnoter
1. ↑  Intervju med ”Linda Perry”. Guitar Center. Arkiverad från originalet den 3 mars 2016. https://web.archive.org/web/20160303235058/http://gc.guitarcenter.com/interview/linda-perry/. Läst 12 februari 2012.
2. ↑  "What's Up?" på songfacts.com
3. ↑  VH1:s "100 Greatest One-Hit Wonders"
4. ↑  "Top 20 Worst Songs Ever"
5. ↑  Wilkening, Matthew (11 september 2010). ”100 Worst Songs Ever -- Part Five of Five”. AOL Radio. http://www.aolradioblog.com/2010/09/11/100-worst-songs-ever-part-five-of-five/. Läst 24 december 2010.
6. 1 2 3 4  What's Up? på Allmusic (engelska) Billboardsinglar. Allmusic.com. Läst 7 april, 2009.
7. 1 2 3 4 5 6  "What's Up" på olika singellistor. Lescharts.com. Läst 7 april, 2009.
8. 1 2  ”Single top 100 over 1993” (på nederländska) (pdf). Top40. http://www.top40.nl/pdf/Top%20100/top%20100%20-%201993.pdf. Läst 15 april 2010.
9. ↑  Tyska singellistan. Charts-surfer.de. Läst 7 april, 2009. Kan inte länkas direkt, man måste söka på What's Up.
10. ↑  Irländska singellistan. Irishcharts.ie. Läst 7 april, 2009. Kan inte länkas direkt, man måste söka på What's Up? eller 4 Non Blondes.
11. ↑  ”Hit Parade Italia” (på italienska). http://www.hitparadeitalia.it/hp_weeks/93/hp931023.htm. Läst 30 april 2012.
12. 1 2  Brittiska singellistan. Chartstats.com. Läst 7 april, 2009.
13. ↑  ”Australiska ARIA-singellistan 1993”. aria. http://www.aria.com.au/pages/aria-charts-end-of-year-charts-top-50-singles-1993.htm. Läst 15 april 2010.
14. ↑  ”Österrikiska singellistan 1993” (på tyska). Austriancharts. Arkiverad från originalet den 24 september 2010. https://web.archive.org/web/20100924015631/http://www.austriancharts.at/1993_single.asp. Läst 15 april 2010.
15. ↑  ”Schweiziska singellistan 1993” (på tyska). Swisscharts. Arkiverad från originalet den 13 januari 2010. https://web.archive.org/web/20100113070514/http://swisscharts.com/year.asp?key=1993. Läst 15 april 2010.
16. ↑  ”Billboard Top 100 - 1993”. Arkiverad från originalet den 10 november 2006. https://web.archive.org/web/20061110095203/http://longboredsurfer.com/charts.php?year=1993. Läst 27 augusti 2010.
17. ↑  Österrikiska certifieringar. ifpi.at. Läst 4 april, 2009. Kan inte länkas direkt, man måste söka på What's Up eller 4 Non Blondes.
18. ↑   Gold-/Platin-Datenbank ('What's Up') (på tyska). Bundesverband Musikindustrie. Läst 4 april, 2009
19. ↑  "Gold/Platin" Arkiverad 28 mars 2010 hämtat från the Wayback Machine. (på tyska). Bundesverband Musikindustrie. Läst 8 mars, 2010.
20. ↑  Nederländska certifieringar. nvpi.nl Arkiverad 23 augusti 2018 hämtat från the Wayback Machine.. Läst 4 april, 2009.
21. ↑  Svenska certifieringar Arkiverad 21 maj 2012 hämtat från the Wayback Machine.. Ifpi.se. Läst 4 april, 2009.